# Dekanat Złotów I
Dekanat Złotów I – jeden z dwudziestu jeden dekanatów w rzymskokatolickiej diecezji bydgoskiej.

## Parafie
W skład dekanatu wchodzi 7 parafii (kolejność według dat erygowania parafii):
| Lp. | Miejscowość / parafia               | Rok erygowania | Patron                               | Odpust parafialny                                 | Uwagi | Zdjęcie |
| --- | ----------------------------------- | -------------- | ------------------------------------ | ------------------------------------------------- | --- | ------- |
| 1   | Złotów Wniebowzięcia NMP            | XII w., 1619   | Wniebowzięcie NMP                    | 15 sierpnia                                       | Parafia prowadzona przez Misjonarzy Świętej Rodziny; barokowy kościół parafialny z 1664 roku (w rejestrze zabytków); kościoły filialne: św. Stanisława Kostki w Złotowie (poewangelicki z 1830), NMP Królowej Polski w Stawnicy i Świętej Rodziny w Śmiardowie Złotowskim; w parafii znajduje się dom zakonny sióstr Elżbietanek; www |         |
| 2   | Zakrzewo św. Marii Magdaleny        | 1511           | św. Maria Magdalena                  | 22 lipca                                          | neoromański kościół parafialny z 1841 roku (w rejestrze zabytków); kościół filialny św. Michała Archanioła w Głomsku; www |         |
| 3   | Wielki Buczek Świętej Trójcy        | 1656           | Trójca Święta                        | Święto Trójcy Świętej                             | Kościół parafialny szachulcowy zbud. w l. 1729-1734 (w rejestrze zabytków); kaplica w Czyżkowie |         |
| 4   | Radawnica św. Barbary               | 1726           | św. Barbara z Nikomedii              | 4 grudnia                                         | Kościół parafialny poewangelicki z 1928 roku (w rejestrze zabytków); kościoły filialne: św. Małgorzaty w Kamieniu oraz Podwyższenia Krzyża Świętego w Kiełpinie |         |
| 5   | Lipka św. Katarzyny                 | 1951           | św. Katarzyna Aleksandryjska         | 25 listopada, IV Niedziela Wielkanocna (Batorowo) | Kościół parafialny poewangelicki zbud. w l. 1927-1933; kościół filialny poewangelicki pw. Dobrego Pasterza w Batorowie (szachulcowy z 1786 roku); www |         |
| 6   | Stara Wiśniewka św. Marcina Biskupa | 1968           | św. Marcin z Tours                   | 11 listopada                                      | Kościół parafialny drewniany z 1647 roku, przebudowany w 1762 i 1910 roku (w rejestrze zabytków); kościół filialny Miłosierdzia Bożego w Łąkie |         |
| 7   | Złotów św. Apostołów Piotra i Pawła | 1998           | św. Piotr Apostoł, św. Paweł z Tarsu | 29 czerwca                                        | Kościół parafialny zbud. w latach 2001–2011; kościół filialny Najświętszego Serca Pana Jezusa w Zalesiu oraz kaplica w Nowinach; www |         |